# Liste der Naturdenkmale in Krakow am See
Die Liste der Naturdenkmale in Krakow am See nennt die Naturdenkmale in Krakow am See im Landkreis Rostock in Mecklenburg-Vorpommern.

## Naturdenkmale
| Bild | Nr. | Bezeichnung                                      | Standort                                                                      | Beschreibung | Schutzzweck | Verordnung                                                 |
| ---- | --- | ------------------------------------------------ | ----------------------------------------------------------------------------- | ------------ | ----------- | ---------------------------------------------------------- |
| BW   |     | 1. von 3 Stieleichen                             | Bellin Breesener Weg/Im Park (53° 42′ 25,9″ N, 12° 11′ 39,9″ O)               |              |             | Nr. 73 am 31.10.1939, VO vom 18.10.1939                    |
| BW   |     | 2. von 3 Stieleichen                             | Bellin Breesener Weg (53° 42′ 22,8″ N, 12° 11′ 38,5″ O)                       |              |             | Nr. 73 am 31.10.1939, VO vom 18.10.1939                    |
| BW   |     | 3. von 3 Stieleichen                             | Bellin Breesener Weg (53° 42′ 23,7″ N, 12° 11′ 38,8″ O)                       |              |             | Nr. 73 am 31.10.1939, VO vom 18.10.1939                    |
| BW   |     | 1 Eiche                                          | Bellin Krakower Straße 2 (53° 42′ 29″ N, 12° 11′ 47,3″ O)                     |              |             | Nr. 73 am 31.10.1939, VO vom 18.10.1939                    |
| BW   |     | 1 Linde                                          | Bellin Am Karpendiek 25 (53° 42′ 34,6″ N, 12° 11′ 51,5″ O)                    |              |             | Nr. 73 am 31.10.1939, VO vom 18.10.1939                    |
| BW   |     | 1 Linde                                          | Bellin Kirchweg 1 (53° 42′ 42″ N, 12° 12′ 8,6″ O)                             |              |             | Nr. 73 am 31.10.1939, VO vom 18.10.1939                    |
| BW   |     | 1. von 2 Linden                                  | Bellin Kirchweg 1 (53° 42′ 43,3″ N, 12° 12′ 8,5″ O)                           |              |             | Nr. 73 am 31.10.1939, VO vom 18.10.1939                    |
| BW   |     | 2. von 2 Linden                                  | Bellin Kirchweg 1 (53° 42′ 43,6″ N, 12° 12′ 9,6″ O)                           |              |             | Nr. 73 am 31.10.1939, VO vom 18.10.1939                    |
| BW   |     | 1 Eiche                                          | Bellin Steinbecker Weg (53° 42′ 49,1″ N, 12° 12′ 18″ O)                       |              |             | Nr. 73 am 31.10.1939, VO vom 18.10.1939                    |
| BW   |     | 1 Sommer-Linde in der Nähe der Teuchelbachquelle | Bellin (53° 42′ 55,1″ N, 12° 12′ 32,9″ O)                                     |              |             | Nr. 73 am 31.10.1939, VO vom 18.10.1939                    |
| BW   |     | 1 von ehemals 2 Eichen                           | Bellin Zehnaer Weg/Krakower Straße (53° 42′ 36″ N, 12° 11′ 20″ O)             |              |             | Nr. 73 am 31.10.1939, VO vom 18.10.1939                    |
| BW   |     | 1. von 4 Eichen                                  | Bellin Zehnaer Weg (53° 42′ 41,7″ N, 12° 10′ 49,1″ O)                         |              |             | Nr. 73 am 31.10.1939, VO vom 18.10.1939                    |
| BW   |     | 2. von 4 Eichen                                  | Bellin Zehnaer Weg (53° 42′ 40″ N, 12° 10′ 53,5″ O)                           |              |             | Nr. 73 am 31.10.1939, VO vom 18.10.1939                    |
| BW   |     | 3. von 4 Eichen                                  | Bellin Zehnaer Weg (53° 42′ 39,6″ N, 12° 10′ 54,9″ O)                         |              |             | Nr. 73 am 31.10.1939, VO vom 18.10.1939                    |
| BW   |     | 4. von 4 Eichen - abgängig                       | Bellin Zehnaer Weg (53° 42′ 39,3″ N, 12° 10′ 55,7″ O)                         |              |             | Nr. 73 am 31.10.1939, VO vom 18.10.1939                    |
| BW   |     | 1 von 2 Eichen                                   | Charlottenthal Kuchelmißer Chaussee (53° 40′ 8,3″ N, 12° 16′ 16,1″ O)         |              |             | Nr. 40 am 10.06.1938, VO vom 13.05.1937                    |
| BW   |     | 2. Eiche (Stumpf) der 2 Eichen                   | Charlottenthal Kuchelmißer Chaussee (53° 40′ 10″ N, 12° 16′ 17,9″ O)          |              |             | Nr. 40 am 10.06.1938, VO vom 13.05.1937                    |
| BW   |     | 1. der noch zwei verbliebenen von 4 Stieleichen  | Charlottenthal Windfang 17 (53° 40′ 12,1″ N, 12° 16′ 56,3″ O)                 |              |             | Nr. 40 am 10.06.1938, VO vom 13.05.1937                    |
| BW   |     | 2. der noch zwei verbliebenen von 4 Stieleichen  | Charlottenthal Windfang 31 (53° 40′ 12,3″ N, 12° 17′ 3,1″ O)                  |              |             | Nr. 40 am 10.06.1938, VO vom 13.05.1937                    |
| BW   |     | Eiche                                            | Charlottenthal (53° 40′ 43,7″ N, 12° 16′ 44,4″ O)                             |              |             | Nr. 40 am 10.06.1938, VO vom 13.05.1937                    |
| BW   |     | 1 Eiche                                          | Charlottenthal (53° 40′ 55,3″ N, 12° 16′ 43,4″ O)                             |              |             | Nr. 40 am 10.06.1938, VO vom 13.05.1937                    |
| BW   |     | Eiche                                            | Charlottenthal (53° 40′ 49,4″ N, 12° 16′ 2″ O)                                |              |             | Nr. 40 am 10.06.1938, VO vom 13.05.1937                    |
| BW   |     | Eiche in der Koppel an der Landstraße            | Charlottenthal (53° 40′ 52,9″ N, 12° 16′ 8,6″ O)                              |              |             | Nr. 40 am 10.06.1938, VO vom 13.05.1937                    |
| BW   |     | Eiche                                            | Charlottenthal (53° 40′ 59,1″ N, 12° 15′ 48,9″ O)                             |              |             | Nr. 40 am 10.06.1938, VO vom 13.05.1937                    |
| BW   |     | 1 Platane                                        | Charlottenthal Dorfplatz/Unter den Linden (53° 41′ 3,8″ N, 12° 16′ 3,6″ O)    |              |             | Nr. 40 am 10.06.1938, VO vom 13.05.1937                    |
| BW   |     | 2 Linden                                         | Charlottenthal L37/Kohrams Moor (53° 41′ 4,4″ N, 12° 16′ 6,7″ O)              |              |             | Nr. 40 am 10.06.1938, VO vom 13.05.1937                    |
| BW   |     | Stieleiche                                       | Charlottenthal An der Eiche/Kastanienallee (53° 41′ 12,4″ N, 12° 15′ 49,3″ O) |              |             | Nr. 40 am 10.06.1938, VO vom 13.05.1937                    |
| BW   |     | 1. von 2 Buchen                                  | Krakow am See (53° 38′ 58,8″ N, 12° 17′ 2,4″ O)                               |              |             | Nr. 25 am 18.05.1943, VO vom 13.05.1943                    |
| BW   |     | 2. von 2 Buchen                                  | Krakow am See (53° 38′ 57,7″ N, 12° 17′ 16,5″ O)                              |              |             | Nr. 25 am 18.05.1943, VO vom 13.05.1943                    |
| BW   |     | 1 Eiche                                          | Krakow Güstrower Chaussee 49b (53° 40′ 2,8″ N, 12° 16′ 10″ O)                 |              |             | Beschluss Nr. 65 des Rates des Kreises Güstrow, 10.06.1987 |
| BW   |     | 1 Linde                                          | Neu Sammit (53° 37′ 24″ N, 12° 13′ 42,5″ O)                                   |              |             | Nr. 25 am 18.05.1943, VO vom 13.05.1943                    |

## Flächennaturdenkmale
| Bild | Nr.          | Bezeichnung                            | Standort                           | Beschreibung        | Schutzzweck | Verordnung |
| ---- | ------------ | -------------------------------------- | ---------------------------------- | ------------------- | ----------- | --- |
| BW   | fnd_gue_017  | Feuchtgebiet im Revier Windfang        | (53° 40′ 41,9″ N, 12° 17′ 7,9″ O)  | Fläche 2,00 ha      |             | 1. Unterschutzstellung 1984. Beschluss des Kreistages Güstrow Nr. 15 vom 23.10.1990 über die endgültige Unterschutzstellung als Flächennaturdenkmal. |
| BW   | fnd_gue_020  | Großes Moor                            | (53° 40′ 33,2″ N, 12° 11′ 35,7″ O) | Fläche 3,00 ha      |             | 1. Unterschutzstellung 1984. Beschluss des Kreistages Güstrow Nr. 15 vom 23.10.1990 über die endgültige Unterschutzstellung als Flächennaturdenkmal. |
| BW   | fnd_gue_021  | Lange Moor                             | (53° 40′ 38,5″ N, 12° 11′ 50,9″ O) | Fläche 4,00 ha      |             | 1. Unterschutzstellung 1984. Beschluss des Kreistages Güstrow Nr. 15 vom 23.10.1990 über die endgültige Unterschutzstellung als Flächennaturdenkmal. |
| BW   | fnd_gue_023a | Rathmannsmoor                          | (53° 39′ 33,2″ N, 12° 15′ 29,4″ O) | Fläche 2,00 ha      |             | 1. Unterschutzstellung 1984. Beschluss des Kreistages Güstrow Nr. 15 vom 23.10.1990 über die endgültige Unterschutzstellung als Flächennaturdenkmal. |
| BW   | fnd_gue_023b | Rathmannsmoor                          | (53° 39′ 24,5″ N, 12° 15′ 25,1″ O) |                     |             | 1. Unterschutzstellung 1984. Beschluss des Kreistages Güstrow Nr. 15 vom 23.10.1990 über die endgültige Unterschutzstellung als Flächennaturdenkmal. |
| BW   | fnd_gue_024  | Flachmoor am Bornbruch                 | (53° 39′ 12,8″ N, 12° 16′ 41,2″ O) | Fläche 0,50 ha      |             | 1. Unterschutzstellung 1984. Beschluss des Kreistages Güstrow Nr. 15 vom 23.10.1990 über die endgültige Unterschutzstellung als Flächennaturdenkmal. |
| BW   | fnd_gue_026  | Nordspitze des Schwarzen Sees (Bossow) | (53° 37′ 50,7″ N, 12° 14′ 38,6″ O) | Fläche 1,00 ha      |             | 1. Unterschutzstellung 1984. Beschluss des Kreistages Güstrow Nr. 15 vom 23.10.1990 über die endgültige Unterschutzstellung als Flächennaturdenkmal. |
| BW   | fnd_gue_034  | Quellbereich Zufluss zum Teuchelbach   | (53° 42′ 53,5″ N, 12° 12′ 39,6″ O) | Fläche 1,00 ha.     |             | 1. Unterschutzstellung 1987. Beschluss des Kreistages Güstrow Nr. 15 vom 23.10.1990 über die endgültige Unterschutzstellung als Flächennaturdenkmal. |
| BW   | fnd_gue_037  | Breite Moor                            | (53° 41′ 8,1″ N, 12° 13′ 49,6″ O)  | Fläche 3,00 ha.     |             | 1. Unterschutzstellung 1987. Beschluss des Kreistages Güstrow Nr. 15 vom 23.10.1990 über die endgültige Unterschutzstellung als Flächennaturdenkmal. |
| BW   | fnd_gue_039  | Kohramsmur                             | (53° 40′ 51,9″ N, 12° 16′ 15,6″ O) | Fläche 3,00 ha.     |             | 1. Unterschutzstellung 1987. Beschluss des Kreistages Güstrow Nr. 15 vom 23.10.1990 über die endgültige Unterschutzstellung als Flächennaturdenkmal. |
| BW   | fnd_gue_042  | Maeckelberg                            | (53° 39′ 11,4″ N, 12° 15′ 43,8″ O) | Fläche 2,00 ha.     |             | 1. Unterschutzstellung 1987. Beschluss des Kreistages Güstrow Nr. 15 vom 23.10.1990 über die endgültige Unterschutzstellung als Flächennaturdenkmal. |
| BW   | fnd_gue_043  | Großes Rathmannsmoor                   | (53° 38′ 52,1″ N, 12° 16′ 48,9″ O) | Fläche 3,00 ha.     |             | 1. Unterschutzstellung 1987. Beschluss des Kreistages Güstrow Nr. 15 vom 23.10.1990 über die endgültige Unterschutzstellung als Flächennaturdenkmal. |
| BW   | fnd_gue_044  | Moorwiese am Wadehäng                  | (53° 38′ 14,4″ N, 12° 17′ 25,8″ O) | Fläche 0,50 ha. NSG |             | 1. Unterschutzstellung 1987. Beschluss des Kreistages Güstrow Nr. 15 vom 23.10.1990 über die endgültige Unterschutzstellung als Flächennaturdenkmal. |